# Пую Хашоти
Пую Хашоти (на румънски: Puiu Hașotti) е румънски политик от арумънски произход, депутат в законодателните събрания от 1996 до 2000 година, 2000 – 2004 година и сенатор в законодателните събрания от 2004 до 2008 година, от 2008 до 2012 година и от 2012 до 2016 година, избиран в окръг Кюстенджа с листите на Националната либерална партия.

## Биография
Роден е на 14 юни 1953 година в Кюстенджа в арумънско семейство. Родителите му са родом от Бер, заселени през 20-те години в Южна Добруджа, а след нейното връщане на България в 1940 година – в Кюстенджа. Баща му става жертва на комунистическия режим. В 1976 година Пую Хашоти завършва Историческия факултет на Букурещкия университет, а в 1997 година става доктор по история. Паботи като куратор и научен сътрудник в Историческия музей в Кюстенджа (1976 – 1996), съветник в Окръжния инспекторат по култура в Кюстенджа (1990 – 1995) и преподавател по история в Университета „Овидий“ в Кюстенджа (1990 – 1996).